# هيرمان كالتز (شخصية كرتونية)
هيرمان كالتز، لاعب ارتكاز في منتخب ألمانيا، يمتلك أساليب محاورة مميزة، ويحب الخشونة في اللعب. غالبًا ما يضع في فمه، الخلال (أي عود الأسنان). في السلسلة الثالثة، يلعب مع وليد في نادي هامبورغ، ضد شنايدر، لكنه يخسر بصعوبة شديدة. يعقد كل من شنايدر وكلتز ووليد صداقة حميمة.
في الأنمي المدبلج للعربية، تم اعتماد اسم «كالتز» في الجزء الخامس.